# Dinempheria giseleae
Dinempheria giseleae är en tvåvingeart som beskrevs av Loïc Matile 1979. Dinempheria giseleae ingår i släktet Dinempheria och familjen svampmyggor.
Artens utbredningsområde är Kongo. Inga underarter finns listade i Catalogue of Life.